# Jiang Tingting
Jiang Tingting (chiń. 蒋婷婷; ur. 25 września 1986 w Chengdu) – chińska pływaczka synchroniczna, dwukrotna medalistka olimpijska.
W 2008 startowała na letnich igrzyskach olimpijskich w Pekinie, podczas których brała udział w konkurencji duetów i drużyn. W tej pierwszej konkurencji była na 4. pozycji z rezultatem 96,334 pkt, natomiast w rywalizacji drużyn udało się wywalczyć brązowy medal dzięki rezultatowi 97,334 pkt. Cztery lata później startowała na letnich igrzyskach olimpijskich w Londynie, biorąc tam udział wyłącznie w konkurencji drużyn. W tej konkurencji Chinka wywalczyła srebrny medal dzięki uzyskanemu rezultatowi 194,01 pkt.
Począwszy od 2005 roku, sześciokrotnie startowała w mistrzostwach świata – medale zdobywała na czempionatach w Rzymie (1 srebrny i 4 brązowe), Szanghaju (3 srebrne), Barcelonie (2 srebrne) i Budapeszcie (1 złoty, 2 srebrne).
W latach 2006–2018 na igrzyskach azjatyckich (Doha, Kanton, Dżakarta) wywalczyła sześć złotych medali.